# Руффини, Ремо
Ре́мо Руффи́ни (родился 17 мая 1942 года в Ла Бриг, Франция) — итальянский физик и астрофизик, профессор теоретической физики Римского университета «Сапиенца» с 1978 года. Президент Международного центра релятивистской астрофизики ICRA, основатель международной докторантуры IRAP. Директор программы Erasmus Mundus IRAP PhD (Erasmus Mundus IRAP Ph D) в области релятивистской астрофизики, объединяющей несколько европейских университетов и исследовательских институтов. Кроме этого, он является создателем и директором международной сети исследовательских институтов ICRANet, в рамках которой несколько стран сотрудничают в области релятивистской астрофизики.

## Биография
Получив степень PhD в 1966, он некоторое время работает с Паскуалем Йорданом в Академии наук в г. Майнц, Германия. Затем становится сотрудником Института перспективных исследований в Принстоне, США, а затем — инструктором и доцентом Принстонского университета. В 1975 году он был визитинг-профессором в университете Киото, Япония, а также в университете Западной Австралии, в Перте. В последующие годы (1975-1978) Руффини сотрудничает с НАСА, будучи членом комиссии по использованию космических станций. В 1976 году он становится профессором теоретической физики университета Катании, Сицилия, а с 1978 года он — профессор Римского университета Ла Сапиенца. В 1985 году он избирается Президентом Международного центра релятивистской астрофизики (ICRA). В 1984 году совместно с Абдусом Саламом он учреждает конференцию имени Марселя Гроссмана. С 1987 года Руффини является соучредителем Итальянско-Корейских конференций по релятивистской астрофизике. В 1989-93 годах он являлся президентом научного комитета Итальянского космического агентства. Работает редактором нескольких научных журналов. Женат на Анне Импоненте, имеет сына Якопо.

## Научная биография
Его теоретические исследования привели к концепции бозонных звёзд. В его классической статье «Introducing the Black Hole», написанной совместно с Джоном Уилером, впервые вводится понятие об астрофизической чёрной дыре.  Совместно с Деметриосом Кристодулу он создал теорию обратимых и необратимых преобразований черной дыры, и установил формулу для извлекаемой энергии черной дыры, наделённой электрическим зарядом, массой и вращательным моментом.
Его теоретические работы привели к отождествлению первых чёрных дыр в Галактике: совместно со своим студентом Ч. Роадесом, Руффини установил абсолютный верхний предел на массу нейтронных звезд, а совместно с другим свои студентом Робертом Личем, применив эти результаты к объекту Лебедь-X1, с помощью данных Риккардо Джаккони и его группы, полученных со спутника Uhuru, впервые идентифицировал этот объект как чёрную дыру,. За эти работы Руффини в 1972 году присуждается премия Cressy Morrison, учрежденная Академией наук Нью-Йорка.
Совместно со своими студентами Кальцетти, Джавалиско, Сонгом и Таральо Руффини развивал представления о роли фрактальных структур в космологии,. Совместно с Тибо Дамуром Руффини применил теорию Гейзенберга-Ойлера-Швингера о рождении пар к чёрным дырам и ввёл понятие диадосферы — области, где этот процесс имеет место. Гамма-всплески, возможно, являются первыми свидетельствами такого процесса рождения пар в астрофизике, что предшествует наблюдению этого явления в лабораториях на Земле, и представляют собой первое свидетельство процесса извлечения энергии из чёрных дыр («чёрнодырная энергия»)).

## Книги
Автор 21 книг, включая:
- R. Giacconi and R. Ruffini, eds. and co-authors. "Physics and Astrophysics of Neutron Stars and Black Holes", LXXV E. Fermi Summer School, SIF and North Holland (1978), also translated into Russian.
- R. Gursky and R. Ruffini eds. and co-authors. "Neutron Stars, Black Holes and Binary X Ray Sources", H. Reidel (1975).
- H. Ohanian and R. Ruffini. "Gravitation and Spacetime", W.W. Norton, N.Y. (1994) also Translated into Italian (Zanichelli, Bologna, 1997) and Korean (Shin Won, Seoul, 2001).
- R. Gursky and R. Ruffini. Neutron Stars, Black Holes and Binary X Ray Sources, H. Reidel (1975)
- Bardeen, Carter, Gursky, Hawking, Novikov, Thorne, R. Ruffini. Black holes, Ed. de Witt, Gordon and Breach, New York, 1973
- M. Rees, J. A. Wheeler and R. Ruffini. Black Holes, Gravitational Waves and Cosmology, Gordon and Breach N.Y. 1974 - переведена на русский язык как Рис М., Руффини Р., Уилер Дж. Черные дыры, гравитационные волны и космология. Введение в современные исследования. — М.: Мир, 1977. — 375 с.
- H. Sato and R. Ruffini. Black Holes, Tokyo 1976
- L. Z. Fang and R. Ruffini. Basic Concepts in Relativistic Astrophysics, Science Press, Beijing 1981
- F. Melchiorri and R. Ruffini. Gamow Cosmology, North Holland Pub. Co., Amsterdam, 1986